# Satz von der impliziten Funktion
Der Satz von der impliziten Funktion ist ein wichtiger Satz in der Analysis. Er beinhaltet ein relativ einfaches Kriterium, wann eine implizite Gleichung oder ein Gleichungssystem (lokal) eindeutig aufgelöst werden kann.
Der Satz gibt an, unter welcher Bedingung eine Gleichung oder ein Gleichungssystem {\displaystyle F(x,y)=0} implizit eine Funktion {\displaystyle y=f(x)} definiert, für die {\displaystyle F(x,f(x))=0} gilt. Eine derartige Funktion kann im Allgemeinen nur lokal in einer Umgebung einer Stelle {\displaystyle x_{0}} gefunden werden. Unter strengeren Annahmen existiert jedoch auch eine globale Version des Satzes.
Ist die Bedingung des Satzes erfüllt, kann die Ableitung {\displaystyle {\tfrac {\mathrm {d} f}{\mathrm {d} x}}} als Funktion von {\displaystyle x} und {\displaystyle y} ohne Kenntnis der expliziten Funktion {\displaystyle y=f(x)} gewonnen werden; man nennt dies auch implizites Differenzieren.

## Begriffsbestimmung
Eine implizit definierte Funktion (kurz implizite Funktion) ist eine Funktion, die nicht durch eine explizite Zuordnungsvorschrift {\displaystyle y=f(x)} gegeben ist, sondern deren Funktionswerte implizit durch eine Gleichung {\displaystyle F(x,y)=0} definiert sind. Dabei ist {\displaystyle F} eine vektorwertige Funktion, die genauso viele Einzelfunktionen enthält, wie {\displaystyle y} Komponenten hat. Wird {\displaystyle x} fixiert, so ergibt sich ein Gleichungssystem in {\displaystyle y} mit genauso vielen Gleichungen wie Unbekannten. Der Satz über die implizite Funktion beschreibt Voraussetzungen, unter denen die folgende Aussage gilt:
Wenn eine Lösung {\displaystyle y_{0}} für einen Parametervektor {\displaystyle x_{0}} bekannt ist, dann kann auch für jeden Parametervektor {\displaystyle x\approx x_{0}} aus einer hinreichend kleinen Umgebung von {\displaystyle x_{0}} eine eindeutig bestimmte Lösung {\displaystyle y\approx y_{0}} des Gleichungssystems {\displaystyle F(x,y)=0} gefunden werden, die in einer Umgebung der ursprünglichen Lösung {\displaystyle y_{0}} liegt.
Diese Aussage ermöglicht es, eine Funktion {\displaystyle f} zu definieren, die jedem Parametervektor {\displaystyle x\approx x_{0}} gerade den Lösungsvektor {\displaystyle y=f(x)\approx y_{0}} zuordnet, sodass diese Funktion auf ihrem Definitionsbereich die Gleichung {\displaystyle F(x,f(x))=0} erfüllt. Der Satz von der impliziten Funktion stellt zudem sicher, dass diese Zuordnung {\displaystyle x\mapsto f(x)} unter gewissen Bedingungen und Einschränkungen an {\displaystyle F}, {\displaystyle x} und {\displaystyle y} wohldefiniert ist – insbesondere, dass sie eindeutig ist.

### Beispiel

Der Einheitskreis wird als die Menge aller Punkte beschrieben, welche die Gleichung mit erfüllen. In einer Umgebung des Punktes A kann als Funktion von ausgedrückt werden:. Bei Punkt B geht das nicht.

Setzt man {\displaystyle F(x,y)=x^{2}+y^{2}-1}, so beschreibt die Gleichung {\displaystyle F(x,y)=0} den Einheitskreis in der Ebene. Der Einheitskreis kann nicht als Graph einer Funktion {\displaystyle y=f(x)} geschrieben werden, denn zu jedem {\displaystyle x} aus dem offenen Intervall {\displaystyle (-1,1)} gibt es zwei Möglichkeiten für {\displaystyle y}, nämlich {\displaystyle y=\pm {\sqrt {1-x^{2}}}}.
Es ist jedoch möglich, Teile des Kreises als Funktionsgraph darzustellen. Den oberen Halbkreis bekommt man als Graph der Funktion
{\displaystyle f_{1}\colon (-1,1)\to \mathbb {R} ,f_{1}(x)={\sqrt {1-x^{2}}}},
den unteren als Graph von
{\displaystyle f_{2}\colon (-1,1)\to \mathbb {R} ,f_{2}(x)=-{\sqrt {1-x^{2}}}}.
Der Satz von der impliziten Funktion gibt Kriterien für die Existenz von Funktionen wie {\displaystyle f_{1}} oder {\displaystyle f_{2}}. Er garantiert auch, dass diese Funktionen differenzierbar sind.

## Satz von der impliziten Funktion

### Aussage
Seien {\displaystyle U\subseteq \mathbb {R} ^{m}} und {\displaystyle V\subseteq \mathbb {R} ^{n}} offene Mengen und
{\displaystyle F\colon U\times \,V\to \mathbb {R} ^{n},\quad (x,y)=(x_{1},\dots ,x_{m},y_{1},\dots ,y_{n})\mapsto F(x,y)=(\,F_{1}(x,y),\dots ,F_{n}(x,y)\,)}
eine stetig differenzierbare Abbildung.
Die Jacobi-Matrix
{\displaystyle \mathrm {D} F={\frac {\partial F}{\partial (x,y)}}={\frac {\partial (F_{1},\dots ,F_{n})}{\partial (x_{1},\dots ,x_{m},y_{1},\dots ,y_{n})}}={\begin{pmatrix}{\frac {\partial F_{1}}{\partial x_{1}}}&\cdots &{\frac {\partial F_{1}}{\partial x_{m}}}&{\frac {\partial F_{1}}{\partial y_{1}}}&\cdots &{\frac {\partial F_{1}}{\partial y_{n}}}\\\vdots &&\vdots &\vdots &&\vdots \\{\frac {\partial F_{n}}{\partial x_{1}}}&\cdots &{\frac {\partial F_{n}}{\partial x_{m}}}&{\frac {\partial F_{n}}{\partial y_{1}}}&\cdots &{\frac {\partial F_{n}}{\partial y_{n}}}\end{pmatrix}}}
besteht dann aus zwei Teilmatrizen
{\displaystyle {\frac {\partial F}{\partial x}}={\frac {\partial (F_{1},\dots ,F_{n})}{\partial (x_{1},\dots ,x_{m})}}={\begin{pmatrix}{\frac {\partial F_{1}}{\partial x_{1}}}&\cdots &{\frac {\partial F_{1}}{\partial x_{m}}}\\\vdots &&\vdots \\{\frac {\partial F_{n}}{\partial x_{1}}}&\cdots &{\frac {\partial F_{n}}{\partial x_{m}}}\end{pmatrix}}}
und
{\displaystyle {\frac {\partial F}{\partial y}}={\frac {\partial (F_{1},\dots ,F_{n})}{\partial (y_{1},\dots ,y_{n})}}={\begin{pmatrix}{\frac {\partial F_{1}}{\partial y_{1}}}&\cdots &{\frac {\partial F_{1}}{\partial y_{n}}}\\\vdots &&\vdots \\{\frac {\partial F_{n}}{\partial y_{1}}}&\cdots &{\frac {\partial F_{n}}{\partial y_{n}}}\end{pmatrix}},}
wobei letztere quadratisch ist.
Der Satz von der impliziten Funktion besagt nun:
Erfüllt {\displaystyle (x_{0},y_{0})\in U\times \ V} die Gleichung
{\displaystyle F(x_{0},y_{0})=0}
und ist die zweite Teilmatrix {\displaystyle {\tfrac {\partial F}{\partial y}}} im Punkt {\displaystyle (x_{0},y_{0})} invertierbar, so existieren offene Umgebungen
{\displaystyle U_{0}\subseteq U} von {\displaystyle x_{0}} und {\displaystyle V_{0}\subseteq V} von {\displaystyle y_{0}}
sowie eine eindeutige stetig differenzierbare Abbildung
{\displaystyle f\colon U_{0}\to V_{0}}
mit {\displaystyle f(x_{0})=y_{0}} so, dass für alle {\displaystyle x\in U_{0}}, {\displaystyle y\in V_{0}} gilt:
{\displaystyle F(x,y)=0\;\Leftrightarrow \;y=f(x)}.

### Beispiel
Man wende nun diesen Satz auf das anfangs gegebene Beispiel der Kreisgleichung an: Dazu sind die partiellen Ableitungen nach den {\displaystyle y}-Variablen zu betrachten. (In diesem Fall ist {\displaystyle n=1}, daher ergibt das eine {\displaystyle 1\times 1}-Matrix, also einfach eine reelle Funktion.)
Die partielle Ableitung der Funktion {\displaystyle F(x,y)=x^{2}+y^{2}-1} nach {\displaystyle y} ergibt
{\displaystyle {\tfrac {\partial F(x,y)}{\partial y}}=2y}. Der Kehrwert dieses Terms existiert genau dann, wenn {\displaystyle y\neq 0} ist.
Damit folgert man mit Hilfe des Satzes, dass diese Gleichung für {\displaystyle y\neq 0} lokal nach {\displaystyle y} auflösbar ist.
Der Fall {\displaystyle y=0} tritt nur an den Stellen {\displaystyle x=-1} oder {\displaystyle x=1} auf. Dies sind also die Problempunkte. Tatsächlich sieht man, dass die Formel {\displaystyle y=\pm {\sqrt {1-x^{2}}}} sich genau in diesen Problempunkten in eine positive und negative Lösung verzweigt. In allen anderen Punkten ist die Auflösung lokal eindeutig.

### Beweisansatz
Der klassische Ansatz betrachtet zur Lösung der Gleichung {\displaystyle F(x,y)=0} das Anfangswertproblem der gewöhnlichen Differentialgleichung
{\displaystyle \phi _{v}'(t)=-G(x_{0}+tv,\phi _{v}(t))\,v\;{\text{ mit }}\;G(x,y)=\left({\tfrac {\partial F}{\partial y}}(x,y)\right)^{-1}{\tfrac {\partial F}{\partial x}}(x,y)\;{\text{ und }}\;\phi _{v}(0)=y_{0}}.
Da {\displaystyle {\tfrac {\partial F}{\partial y}}} in {\displaystyle (x_{0},y_{0})} invertierbar ist, ist dies auch in einer kleinen Umgebung der Fall, d. h., für kleine Vektoren {\displaystyle v} existiert die Differentialgleichung und ihre Lösung für alle {\displaystyle t\in [0,1]}. Die Lösung der impliziten Gleichung ist nun durch
{\displaystyle f(x)=\phi _{x-x_{0}}(1)}
gegeben, die oben angegebenen Eigenschaften dieser Lösung ergeben sich aus den Eigenschaften der Lösungen parameterabhängiger Differentialgleichungen.
Der moderne Ansatz formuliert das Gleichungssystem {\displaystyle F(x,y)=0} mit Hilfe des vereinfachten Newton-Verfahrens als Fixpunktproblem und wendet darauf den Fixpunktsatz von Banach an. Für die dazugehörige Fixpunktabbildung wird die Inverse {\displaystyle A} der Teilmatrix {\displaystyle {\tfrac {\partial F}{\partial y}}(x_{0},y_{0})} der Jacobi-Matrix von {\displaystyle F} im vorgegebenen Lösungspunkt {\displaystyle (x_{0},y_{0})} gebildet. Zu der Abbildung
{\displaystyle T(y)=y-A\,F(x,y)}
kann man nun zeigen, dass sie für Parametervektoren {\displaystyle x} nahe {\displaystyle x_{0}} auf einer Umgebung von {\displaystyle y_{0}} kontraktiv ist. Dies folgt daraus, dass {\displaystyle T} stetig differenzierbar ist und {\displaystyle {\tfrac {\partial T}{\partial y}}(x_{0},y_{0})=0} gilt.

### Zusammenfassung
Der Vorteil des Satzes ist, dass man die Funktion {\displaystyle f} gar nicht explizit kennen muss, um eine Aussage über deren Existenz und Eindeutigkeit machen zu können. Oft ist die Gleichung auch gar nicht durch elementare Funktionen nach {\displaystyle y} auflösbar, sondern nur mit numerischen Verfahren. Interessant ist, dass die Konvergenz solcher Verfahren meist gleiche oder ähnliche Voraussetzungen wie der Satz von der impliziten Funktion (die Invertierbarkeit der Matrix der {\displaystyle y}-Ableitungen) erfordert.
Eine weitere wertvolle Schlussfolgerung des Satzes ist, dass die Funktion {\displaystyle f} differenzierbar ist, falls {\displaystyle F(x,y)} es ist, was bei Anwendung des Satzes über implizite Funktionen vorausgesetzt wird. Die Ableitung kann sogar explizit angegeben werden, indem man die Gleichung {\displaystyle F(x,f(x))=0} nach der mehrdimensionalen Kettenregel ableitet:
{\displaystyle {\frac {\partial F}{\partial x}}(x,f(x))+{\frac {\partial F}{\partial y}}(x,f(x))\cdot {\frac {\partial f}{\partial x}}(x)=0},
und dann nach {\displaystyle {\frac {\partial f}{\partial x}}(x)} auflöst:
{\displaystyle {\frac {\partial f}{\partial x}}(x)=-\left({\frac {\partial F}{\partial y}}(x,f(x))\right)^{-1}\cdot {\frac {\partial F}{\partial x}}{\big (}x,f(x){\big )}}.
Eine ähnliche Folgerung gilt für höhere Ableitungen. Ersetzt man die Voraussetzung „{\displaystyle F} ist stetig differenzierbar“ durch „{\displaystyle F} ist {\displaystyle k}-mal stetig differenzierbar“ (oder beliebig oft differenzierbar oder analytisch), kann man folgern, dass {\displaystyle f} {\displaystyle k}-mal differenzierbar (bzw. beliebig oft differenzierbar bzw. analytisch) ist.

## Satz von der Umkehrabbildung
Ein nützliches Korollar zum Satz von der impliziten Funktion ist der Satz von der Umkehrabbildung oder auch Umkehrsatz. Er gibt eine Antwort auf die Frage, ob man eine (lokale) Umkehrfunktion finden kann, und besagt Folgendes:
Sei {\displaystyle U\subseteq \mathbb {R} ^{n}} offen und
{\displaystyle f\colon U\to \mathbb {R} ^{n}}
eine stetig differenzierbare Abbildung. Sei {\displaystyle a\in U} und {\displaystyle b:=f(a)}. Die Jacobi-Matrix {\displaystyle \mathrm {D} f(a)} sei invertierbar. Dann gibt es eine offene Umgebung {\displaystyle U_{a}\subseteq U} von {\displaystyle a} und eine offene Umgebung {\displaystyle V_{b}} von {\displaystyle b}, sodass {\displaystyle f} die Menge {\displaystyle U_{a}} bijektiv auf {\displaystyle V_{b}} abbildet und die Umkehrfunktion
{\displaystyle g=f^{-1}\colon V_{b}\to U_{a}}
stetig differenzierbar ist, oder kurz: {\displaystyle f|_{U_{a}}} ist ein Diffeomorphismus. Es gilt:
{\displaystyle \mathrm {D} (f^{-1})(b)=\mathrm {D} g(b)=(\mathrm {D} f(a))^{-1}=(\mathrm {D} f(g(b)))^{-1}}